# Portishead (ville)
Pour les articles homonymes, voir Portishead.
Portishead (prononcé pɔːtɪsˈhɛd) est une ville côtière de l'embouchure de la Severn, dans le North Somerset. Sa population est de 22 000 habitants, en augmentation de 3 000 habitants depuis le recensement de 2001.
La ville est principalement connue pour avoir donné son nom au groupe de musique trip hop Portishead. Elle est le lieu de tournage de quelques scènes de la série Broadchurch.